# Warren Lewis (Chemiker)
Warren Kendall Lewis (* 21. August 1882 in Laurel (Delaware); † 9. März 1975 in Plymouth, Massachusetts) war ein US-amerikanischer  Chemiker und Chemieingenieur. Er war Professor am Massachusetts Institute of Technology (MIT).
Lewis studierte am MIT Chemieingenieurwesen und wurde 1908 an der Universität Breslau bei Richard Abegg mit der Arbeit Die Komplexbildung zwischen Bleinitrat und Kaliumnitrat promoviert. Gleich danach veröffentlichte er eine bedeutende Arbeit über Fraktionierte Destillation, welche auch später sein Forschungsfeld blieb mit Anwendung besonders in der Ölindustrie und fast zwanzig Patenten auf diesem Gebiet. Er arbeitete kurz als Chemiker in einer Gerberei, bevor er 1910 Assistant Professor am MIT wurde. 1914 erhielt er eine volle Professur und 1920 wurde er Leiter der neu gegründeten Abteilung für Chemieingenieurwesen am MIT. Im Ersten Weltkrieg war er an der Abwehr von Giftgas (wie Konstruktion von Gasmasken) beteiligt. Ab 1948 war er Professor Emeritus am MIT, arbeitete aber bis zu seinem Tod weiter am MIT.
Im Rahmen des Manhattan Projects war er mehrfach Mitglied von Komitees, die die geleistete Entwicklungs- und Forschungsarbeit evaluieren sollten: 1941 als Mitglied des von Arthur Holly Compton geleiteten Komitees, das die militärische Bedeutung von Uran untersuchen sollte, 1943 in der Evaluierung der Arbeiten in Los Alamos und 1944 bei der Beurteilung der Urananreicherung mit Gasdiffusion.
Die Lewis-Zahl ist nach ihm benannt.
Anfang der 1940er Jahre hatte er Anteil an der Entwicklung von Fluid Catalytic Cracking Methoden, die für die Herstellung von Flugbenzin mit hoher Oktanzahl im Zweiten Weltkrieg wichtig wurden. Die Pilot-Raffinerie von Standard Oil of New Jersey in Baton Rouge operierte ab 1940.
1936 erhielt er die Perkin Medal und 1947 die Priestley Medal. 1948 erhielt er die Medal of Merit des US-Präsidenten und er erhielt dessen Medal of Science und 1949 die Goldmedaille des American Institute of Chemists. Außerdem erhielt er 1956 den ersten American Chemical Society Award in Industrial & Engineering Chemistry, 1957 die Gold Medal for Distinguished Achievement des American Petroleum Institute und 1958 den Founders Award des American Institute of Chemical Engineers.
Er war Mitglied der National Academy of Sciences (1938), der National Academy of Engineering (1955) und der American Academy of Arts and Sciences (1915). Er war vierfacher Ehrendoktor (Harvard, Princeton, Bowdoin, University of Delaware).
Sein Sohn H. Clay Lewis war ebenfalls Chemiker und Ko-Autor eines von Lewis’ Büchern.

## Schriften
- mit William H. Walker, William H. McAdams Principles of Chemical Engineering, McGraw Hill 1923, 3. Auflage 1937 (mit R. Gilliland)
- mit A. H. Radasch Industrial Stoichiometry, McGraw Hill 1926, erweiterte Auflage 1954 mit H. Clay Lewis
- mit L. Squires, G. Broughton The Industrial Chemistry of Colloidal and Amorphous Materials, McMillan 1942